# Henrik Ipsen (Kameramann)
Henrik Bohn Ipsen (* 1961 in Dänemark) ist ein dänischer Kameramann.

## Leben
Mit dem von Anders Refn inszenierten Drama Seth debütierte Ipsen 1999 als Kameramann für einen Langspielfilm. Mit der Regisseurin  Linda Wendel  verbindet ihn eine langjährige Zusammenarbeit. So drehte er unter anderem die Dramen Baby, Han, hun og Strindberg, One Shot und Julie für sie. Parallel zum Spielfilm ist Ipsen außerdem für die Kamera von über 30 Dokumentationen verantwortlich gewesen. In deutscher Sprache waren bisher Schöne Bescherung und Das Geheimnis meiner Mutter zu sehen.

## Filmografie (Auswahl)
Spielfilme
- 1999: Seth
- 2003: Baby
- 2006: Han, hun og Strindberg
- 2008: One Shot
- 2009: Bobby
- 2011: Julie

Dokumentationen
- 2002: Schöne Bescherung (Nede på jorden)
- 2005: Das Geheimnis meiner Mutter (Den tyske hemmelighed)
- 2018: Lost Warrior